# 29 Leonis Minoris
29 Leonis Minoris är en orange jätte i Lilla lejonets stjärnbild.
29 Leonis Minoris har visuell magnitud +6,47 och befinner sig precis på gränsen till vad som är synlig för blotta ögat vid mycket god seeing. Den befinner sig på ett avstånd av ungefär 410 ljusår.